# PySide
PySide es una biblioteca para Python que hace de binding para las herramientas de interfaz gráfica de usuario (GUI) de Qt. Es una de las alternativas para programar GUI en Python, en vez de usar Tkinter el cual es usado por Python. Otras alternativas similares son PyGTK, PyQt y wxPython. Como Qt, PySide es software libre.
PySide fue liberado bajo la licencia LGPL en agosto de 2009 por Nokia, (expropietaria de las herramientas de Qt) después de que Nokia no alcanzara un acuerdo con los desarrolladores de PyQt, Riverbank Computing, para que esta última cambiara los términos de licencia de PyQt para incluir LGPL como licencia alternativa.
PySide soporta Linux/X11, Mac OS X, MeeGo, Windows y Maemo.

## Ejemplo Hola Mundo
```
# Importar las clases de PySide6

import
 
sys

from
 
PySide6.QtCore
 
import
 
*

from
 
PySide6.QtWidgets
 
import
 
*

# Crear una aplicacion Qt

app
 
=
 
QApplication
(
sys
.
argv
)

# Crear una ventana

ventana
 
=
 
QMainWindow
()

ventana
.
setWindowTitle
(
'Hola Mundo!'
)

# Crear una etiqueta y mostrar todo junto

etiqueta
 
=
 
QLabel
(
ventana
,
 
alignment
=
Qt
.
AlignCenter
)

etiqueta
.
setText
(
'Hola Mundo!'
)

ventana
.
setCentralWidget
(
etiqueta
)

ventana
.
resize
(
300
,
 
200
)

ventana
.
show
()

# Correr la aplicación Qt

sys
.
exit
(
app
.
exec
())

```